# Spitalkirche (Giengen an der Brenz)

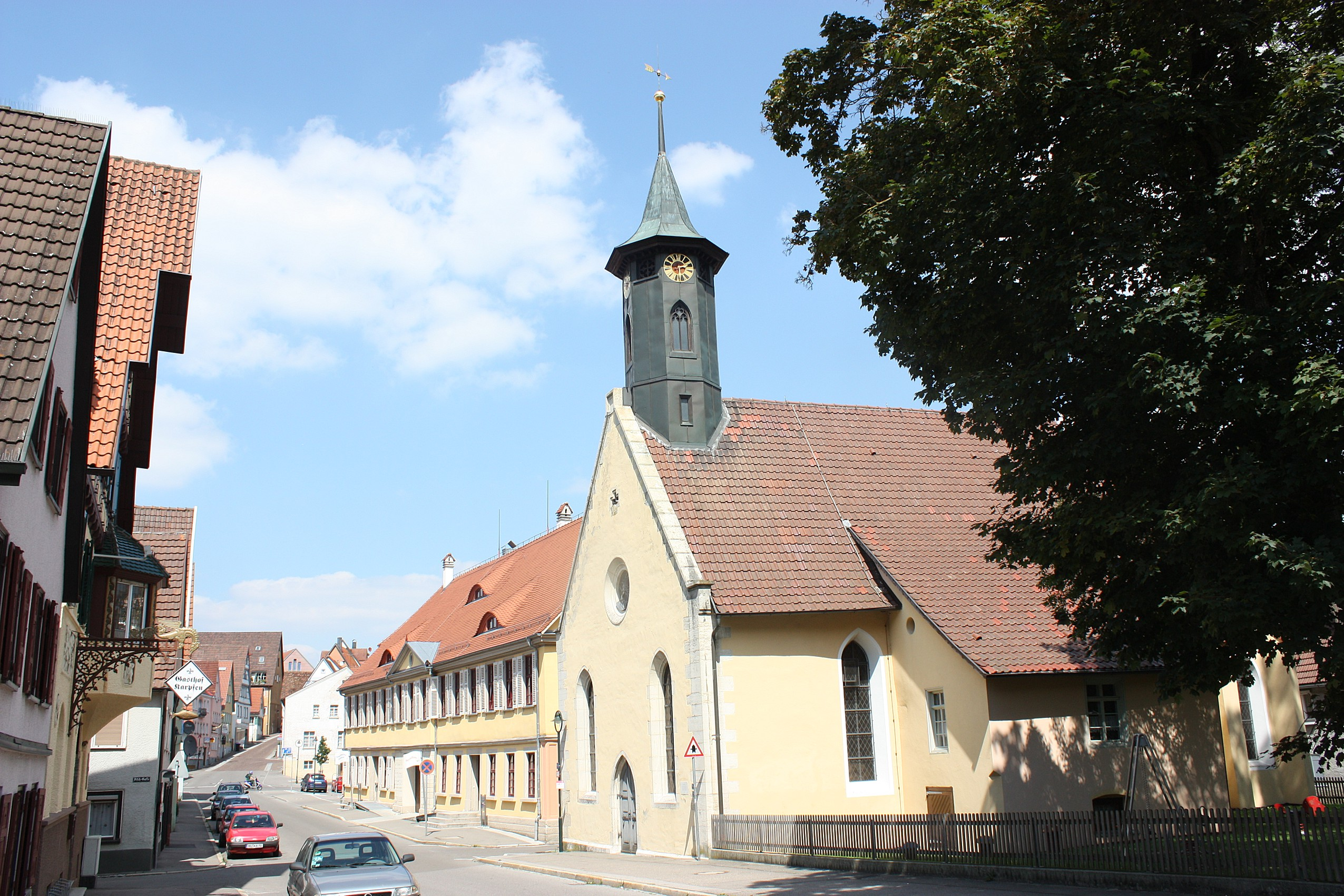
Spitalkirche in Giengen

Die Spitalkirche steht in Giengen an der Brenz, einer Stadt im Landkreis Heidenheim in Baden-Württemberg. Sie ist beim Landesamt für Denkmalpflege Baden-Württemberg als Baudenkmal eingetragen. Seit 1967 gehört sie zur Griechisch-Orthodoxen Metropolie von Deutschland.

## Beschreibung
Die Saalkirche wurde 1400 erbaut. Nachdem sie 1634 ausgebrannt war, wurde sie 1701–15 erneuert. Sie besteht aus einem Langhaus, einem eingezogenen, dreiseitig geschlossenen Chor im Osten, der von Strebepfeilern gestützt wird, und einem Anbau an der Südseite des Langhauses. Aus dem Satteldach des Langhauses erhebt sich im Westen ein achteckiger Dachreiter, der die  Turmuhr beherbergt.
Die Kirchenausstattung stammt zum Teil aus der Stadtkirche.